# کریستین ویلیامز
کریستین ویلیامز (انگلیسی: Christyn Williams؛ زادهٔ ۲۰ مهٔ ۲۰۰۰) بازیکن بسکتبال اهل ایالات متحده آمریکا است.
وی در مسابقات کشوری و بین‌المللی در مجموع برندهٔ ۱ مدال طلا، ۱ مدال نقره، ۱ مدال برنز شده‌است.